# Heinrich Böhmer (Maler)
Heinrich Böhmer, auch Heinrich Böhmer der Ältere (* 5. Mai 1852 in Düsseldorf; † 1930 ebenda), war ein deutscher Landschaftsmaler der Düsseldorfer Schule.

## Leben
Böhmer studierte ab 1876 Malerei an der Kunstakademie Düsseldorf, zunächst bei Andreas Müller, Heinrich Lauenstein und Peter Janssen. Von 1878 bis 1883 war er Schüler in der Landschafterklasse von Eugen Dücker, ab 1881 als dessen Meisterschüler. Böhmer malte vorzugsweise Waldlandschaften aus dem Harz, der Eifel, dem Vogelgebirge und dem Odenwald, die er zuvor in Studien festgehalten hatte. Regelmäßig war er in Düsseldorfer und auf Berliner Ausstellungen vertreten. Böhmer war Mitglied der Allgemeinen Deutschen Kunstgenossenschaft, des Vereins Düsseldorfer Künstler zur gegenseitigen Unterstützung und Hülfe (VdDK) und des Künstlervereins Malkasten in Düsseldorf (1883–1922/1923). Böhmers gleichnamiger Sohn war ebenfalls Maler.

## Werke (Auswahl)

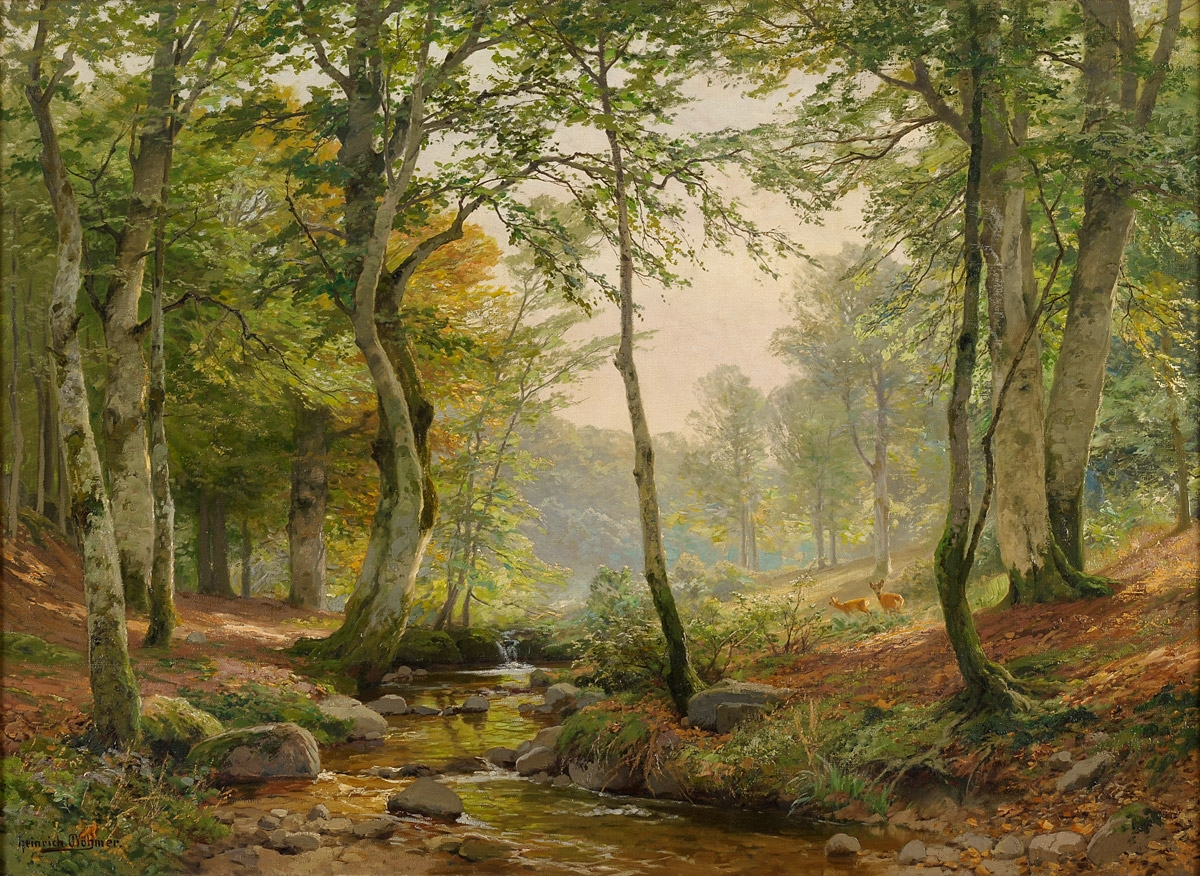
Waldlichtung mit Wildbach

Böhmer datierte seine Bilder nicht, er versah sie stattdessen mit fortlaufenden Nummern.
- Die hübsche Reisigsammlerin
- Sonnendurchflutete Waldlandschaft
- Kleine Waldlichtung mit Rehwild
- Waldlichtung mit Wildbach
- Herbstsonne im Ilsetal (Nr. 670)